# 江戶川台站
江戶川台站（日语：／ Edogawadai eki */?）是位於日本千葉縣流山市江戶川台東，屬於東武鐵道野田線（東武都市公園線）的鐵路車站。車站編號是TD 20。

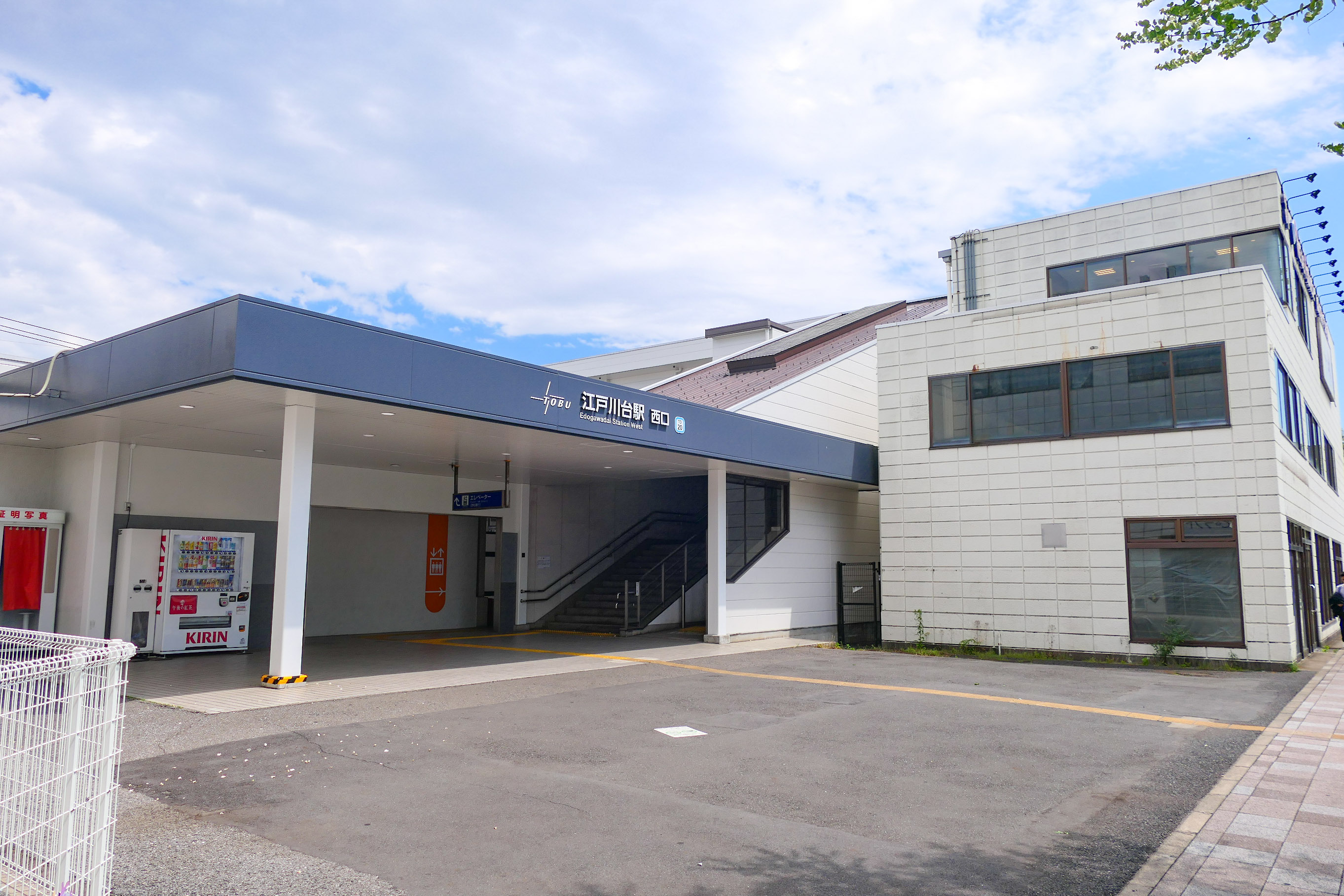
西口（2025年4月）

## 車站結構
本站為對向式月台2面2線的地面車站，設有跨站式站房。東口、西口與各月台和大堂各以1部扶手電梯和升降機聯絡。廁所位於閘內大堂部份，併設多功能廁所。

### 月台配置
| 月台 | 路線           | 方向 | 目的地                     |
| ---- | -------------- | ---- | -------------------------- |
| 1    | 東武都市公園線 | 上行 | 野田市、春日部、大宮方向   |
| 2    | 東武都市公園線 | 下行 | 流山大鷹之森、柏、船橋方向 |

圖片

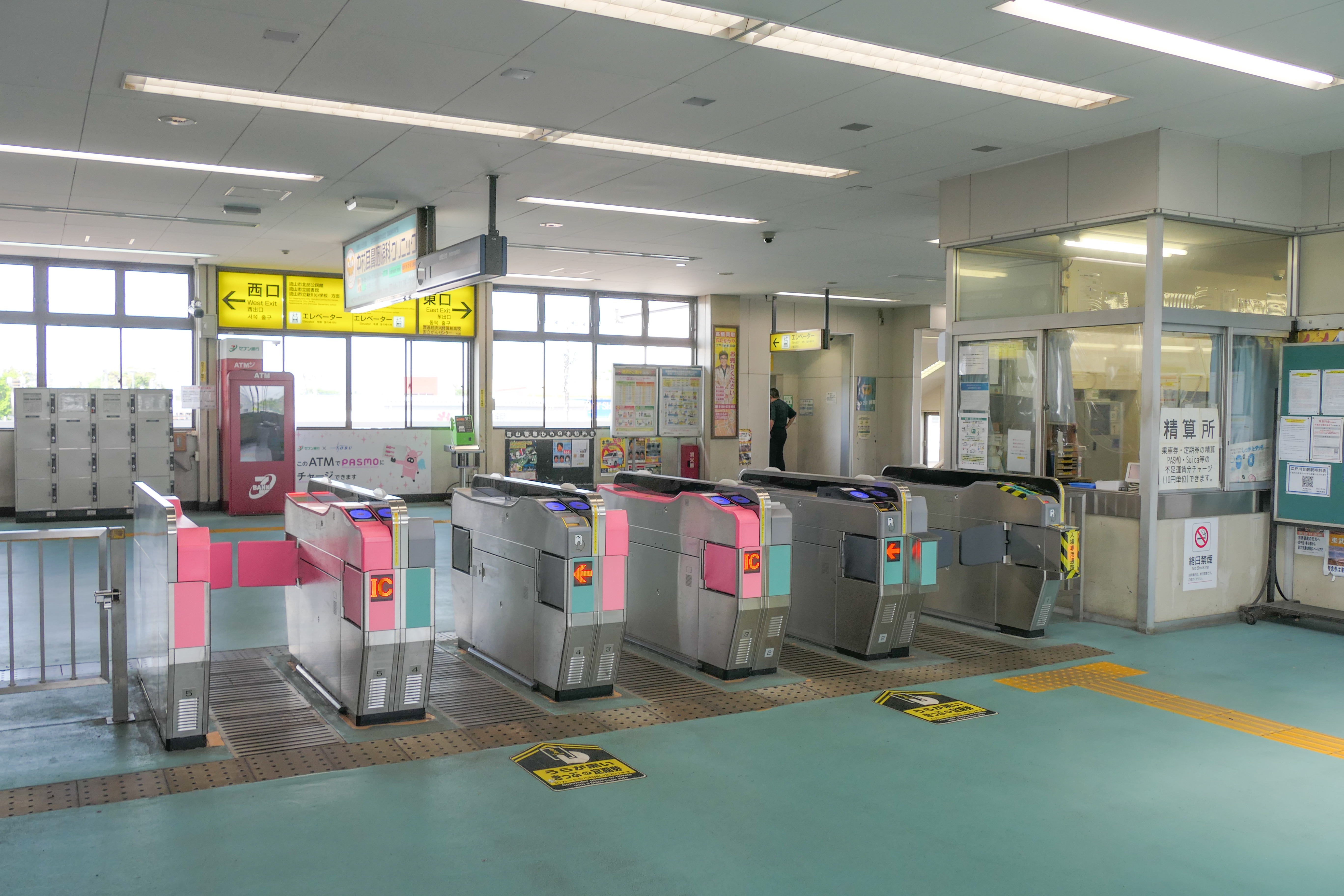
驗票口（2022年5月）
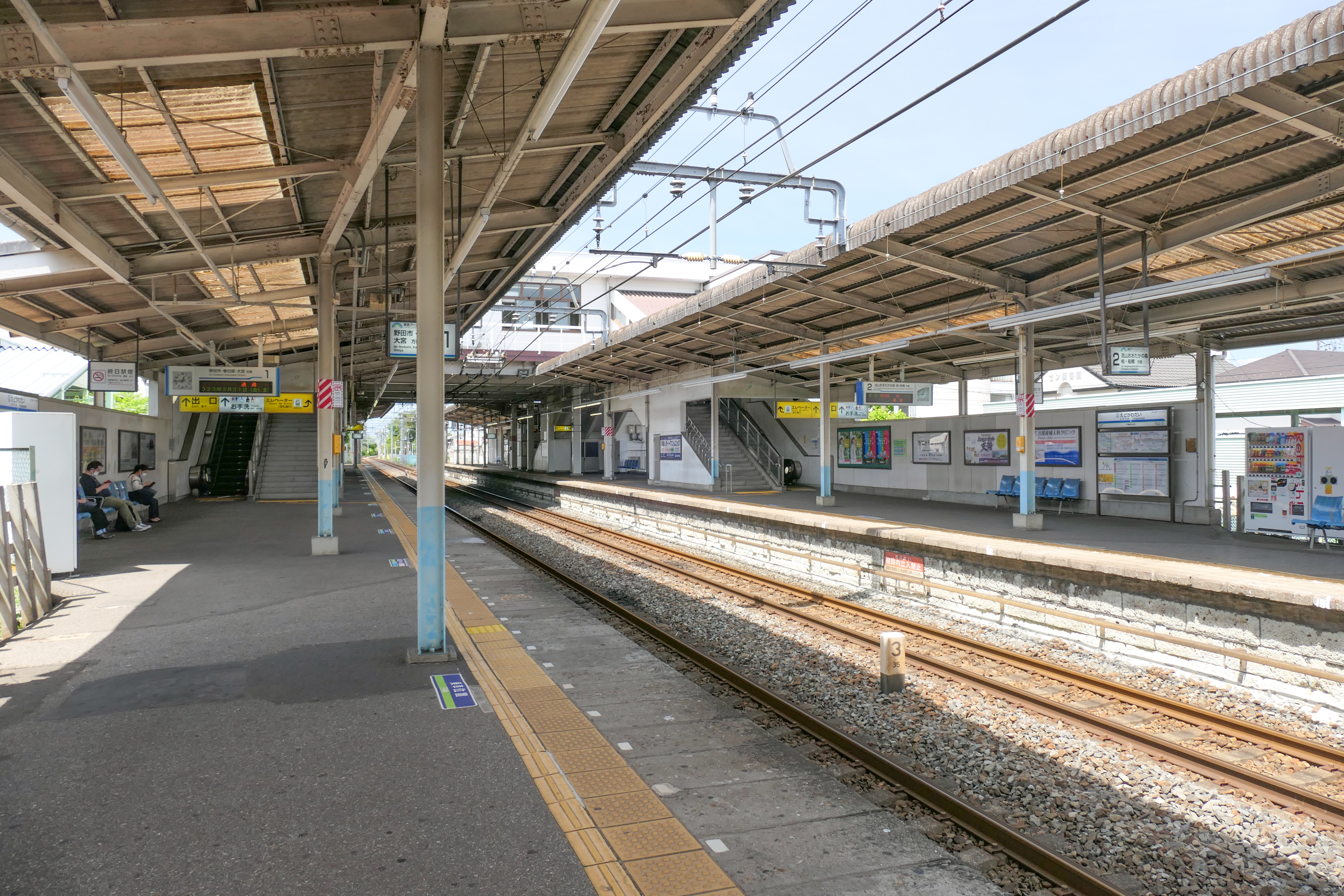
月台（2022年5月）

## 使用情況
2016年度1日平均上下車人次為24,361人。
近年1日平均上下、上車人次的推移如下表｡
| 年度               | 1日平均 上下車人次 | 1日平均 上車人次 |
| ------------------ | ------------------ | ---------------- |
| 1985年（昭和60年） |                    | 13,770           |
| 1990年（平成02年） |                    | 16,428           |
| 1995年（平成07年） |                    | 16,522           |
| 2000年（平成12年） |                    | 15,249           |
| 2001年（平成13年） | 29,790             | 14,915           |
| 2002年（平成14年） | 29,102             | 14,564           |
| 2003年（平成15年） | 28,746             | 14,368           |
| 2004年（平成16年） | 28,266             | 14,116           |
| 2005年（平成17年） | 27,746             | 13,812           |
| 2006年（平成18年） | 27,492             | 13,591           |
| 2007年（平成19年） | 27,501             | 13,587           |
| 2008年（平成20年） | 26,879             | 13,292           |
| 2009年（平成21年） | 25,890             | 12,827           |
| 2010年（平成22年） | 25,176             | 12,477           |
| 2011年（平成23年） | 24,655             | 12,285           |
| 2012年（平成24年） | 24,883             |                  |
| 2013年（平成25年） | 25,161             |                  |
| 2014年（平成26年） | 24,446             |                  |
| 2015年（平成27年） | 24,393             |                  |
| 2016年（平成28年） | 24,361             |                  |

## 相鄰車站
東武鐵道
 東武都市公園線
■急行、■普通
運河（TD 19）－江戶川台（TD 20）－初石（TD 21）

## 外部連結
- 江戶川台（車站資訊） - 東武鐵道